# ISO 3166-2:BZ
ISO 3166-2:BZはISOの3166-2規格のうち、BZで始まるものである。ベリーズの行政区分コードを意味する。ベリーズはISO 3166-1(ISO 3166-1 alpha-2)で、BZを国コードとして割り振られている。

## コード
ベリーズの行政区画は6の郡に分けられており、以下のコードが割り振られている。
| コード | 地域名             | 英語表記    |
| ------ | ------------------ | ----------- |
| BZ-BZ  | ベリーズ郡         | Belize      |
| BZ-CY  | カヨ郡             | Cayo        |
| BZ-CZL | コロザル郡         | Corozal     |
| BZ-OW  | オレンジウォーク郡 | Orange Walk |
| BZ-SC  | スタンクリーク郡   | Stann Creek |
| BZ-TOL | トレド郡           | Toledo      |